# Good Riddance
Good Riddance (или GR) — скейт-панк/мелодик-хардкор-коллектив из Санта-Круза (Калифорния).

## История
Группа создана в 1986 году в Санта-Крузе. Создал её Расс Рэнкин, дав объявление в газету.
В музыкальном плане команда выросла под влиянием американского хардкора, их музыка славится своей скоростью и запоминающимися мелодиями.
Рэнкин и Пабич также были участниками хардкор-коллектива «State of Grace», до релиза альбома Good Riddance «Decoy» в 1994 году. Все участники в данное время играют в сайд-проектах: Пабич и Селлерс в «Outlie», Платт в «I Want Out», Рэнкин в «Only Crime».
Каждый из участников команды активно выступает в поддержку прав животных, и все участники коллектива являются веганами и вегетарианцами. Коллектив также активно поддерживает такие организации как PETA и Партию Зелёных США.
В апреле 2007 группа объявила о своём распаде, сыграв финальный концерт 27 мая 2007 года в родном городе Санта-Круз.
В 2015 году выпустили альбом Peace In Our Time (21 апреля 2015)

## Состав
Расс Рэнкин — вокал 
Люк Пэбич — гитарист 
Чак Платт — басист 
Шон Селлерс — барабаны

## Дискография
| Год  | Название                                   | Лейбл                 | Формат   |
| ---- | ------------------------------------------ | --------------------- | -------- |
| 1990 | Loaded for Bear                            | издан самостоятельно  | Демо     |
| 1993 | Gidget                                     | Little Deputy Records | EP       |
| 1994 | Decoy                                      | Fat Wreck Chords      | EP       |
| 1995 | For God and Country                        | Fat Wreck Chords      | LP       |
| 1996 | A Comprehensive Guide to Moderne Rebellion | Fat Wreck Chords      | LP       |
| 1996 | Ignite/Good Riddance Split                 | Revelation Records    | Сплит EP |
| 1998 | Ballads From the Revolution                | Fat Wreck Chords      | LP       |
| 1999 | Operation Phoenix                          | Fat Wreck Chords      | LP       |
| 2000 | The Phenomenon of Craving                  | Fat Wreck Chords      | EP       |
| 2001 | Symptoms of a Leveling Spirit              | Fat Wreck Chords      | LP       |
| 2001 | Good Riddance/Kill Your Idols Split EP     | Jade Tree Records     | Сплит EP |
| 2002 | Cover Ups                                  | Lorelei Records       | Кавер LP |
| 2003 | Bound By Ties of Blood and Affection       | Fat Wreck Chords      | LP       |
| 2006 | My Republic                                | Fat Wreck Chords      | LP       |
| 2008 | Remain In Memory - The Final Show          | Fat Wreck Chords      | Live LP  |